# 考文垂座堂

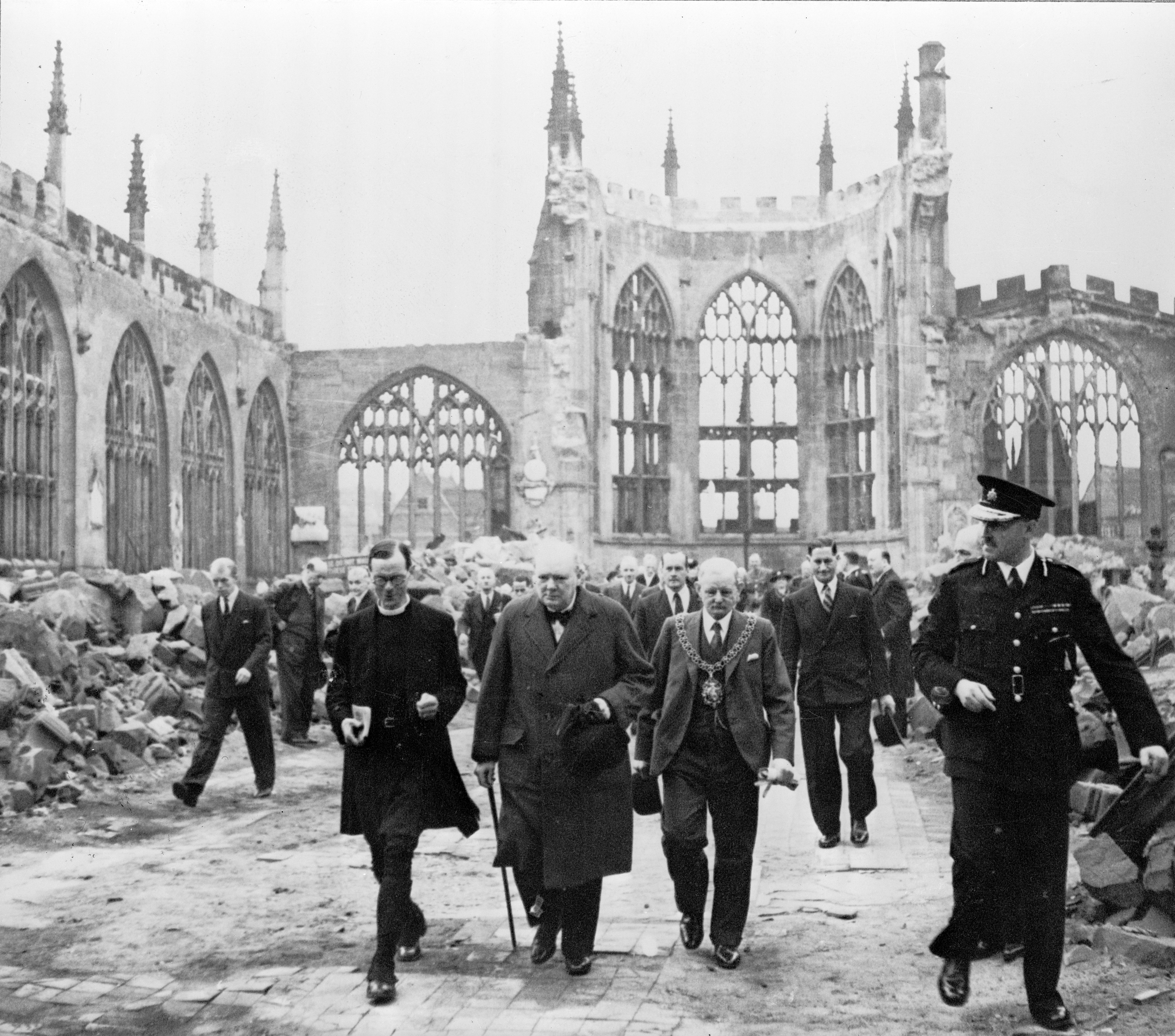
战时首相温斯顿·丘吉尔在1941年9月参观考文垂座堂的废墟

考文垂圣米迦勒座堂（Cathedral Church of St. Michael）是英国圣公会考文垂教区的主教座堂，位于英格兰西米德兰兹郡考文垂市中心。
圣米迦勒座堂原为14世纪哥特式教堂，在第二次世界大战期间毁于轰炸，只剩下一个毁坏的空壳。战后政府决定由在旧堂边上新建座堂。该坐堂由巴兹尔·斯宾塞爵士设计，其风格象征着战后的反抗和对未来的信心，成为20世纪粗野主义的典范建筑之一。

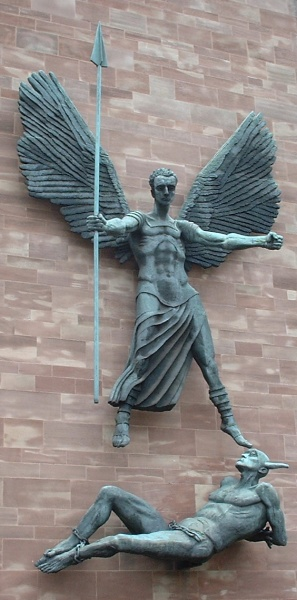
圣米迦勒战胜魔鬼

考文垂座堂
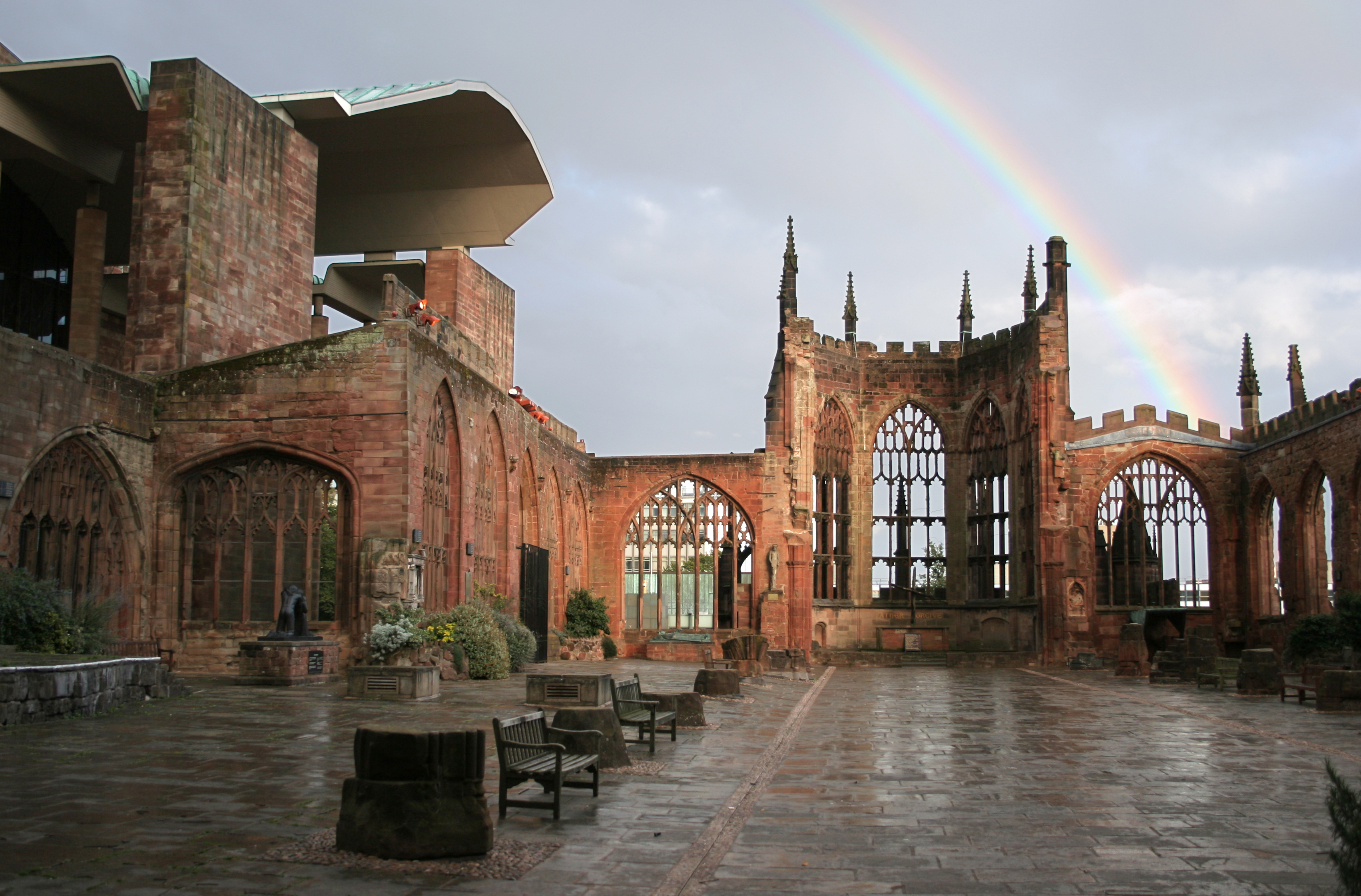
旧堂的废墟
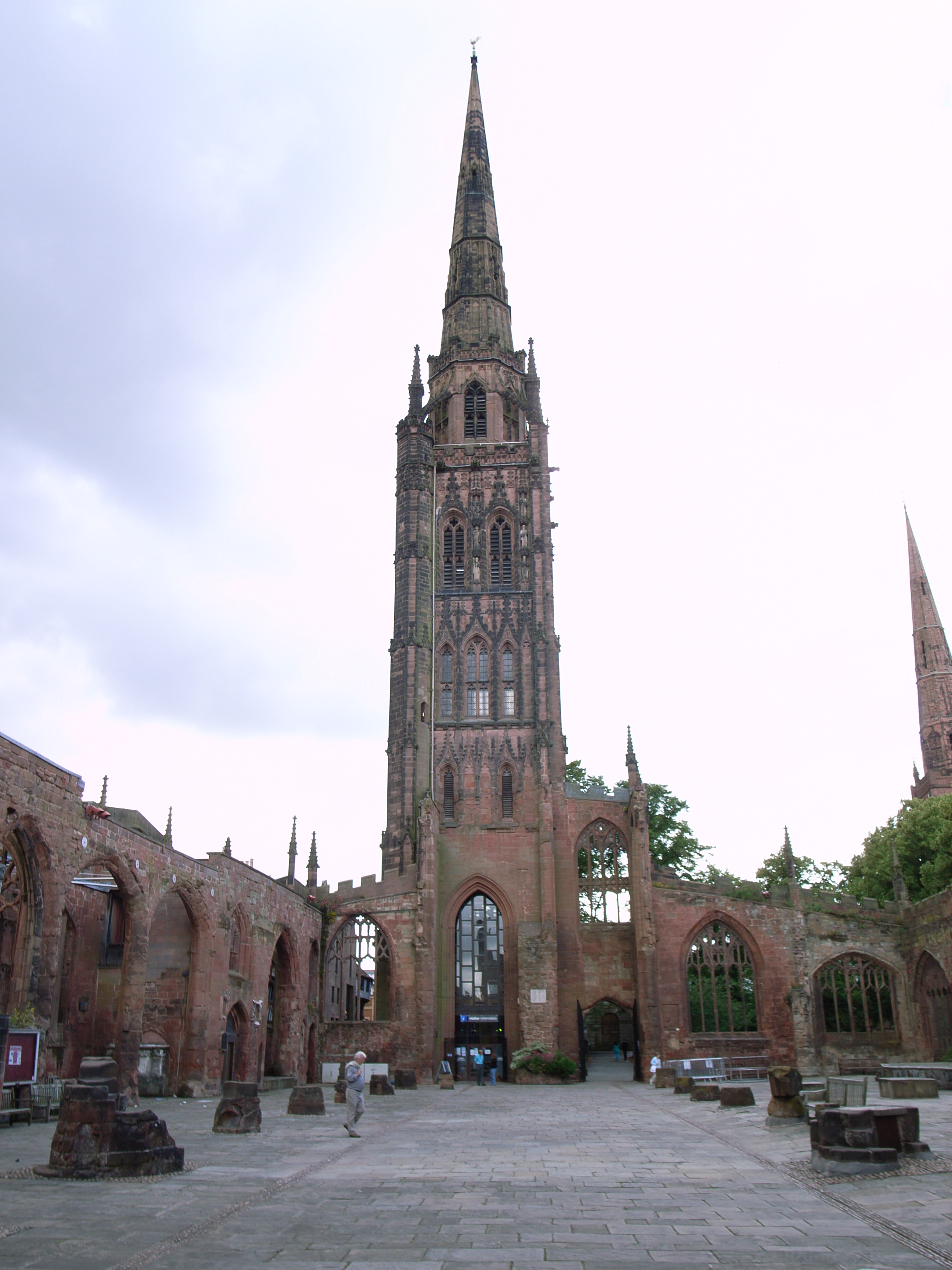
幸存的钟楼
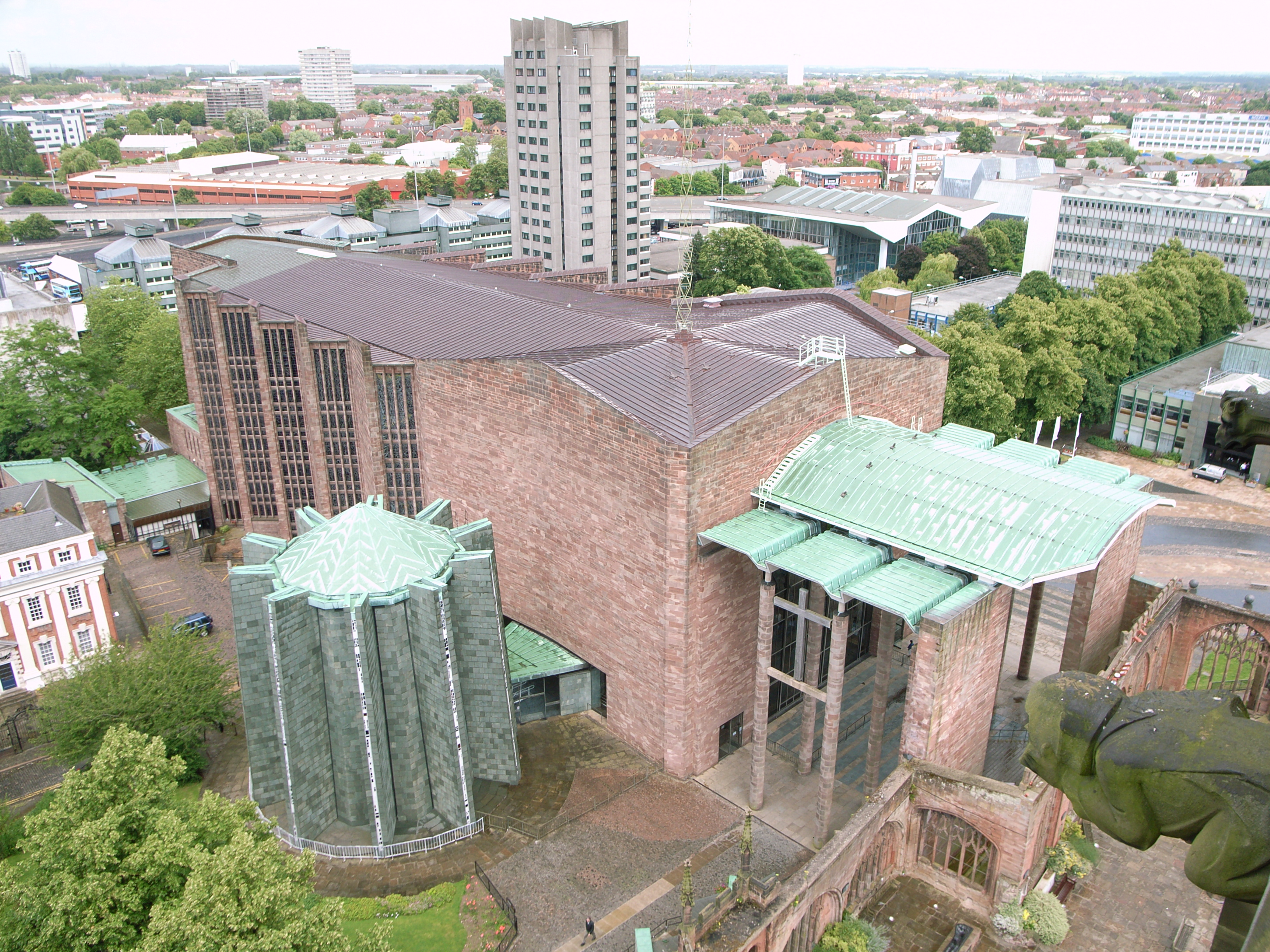
新堂
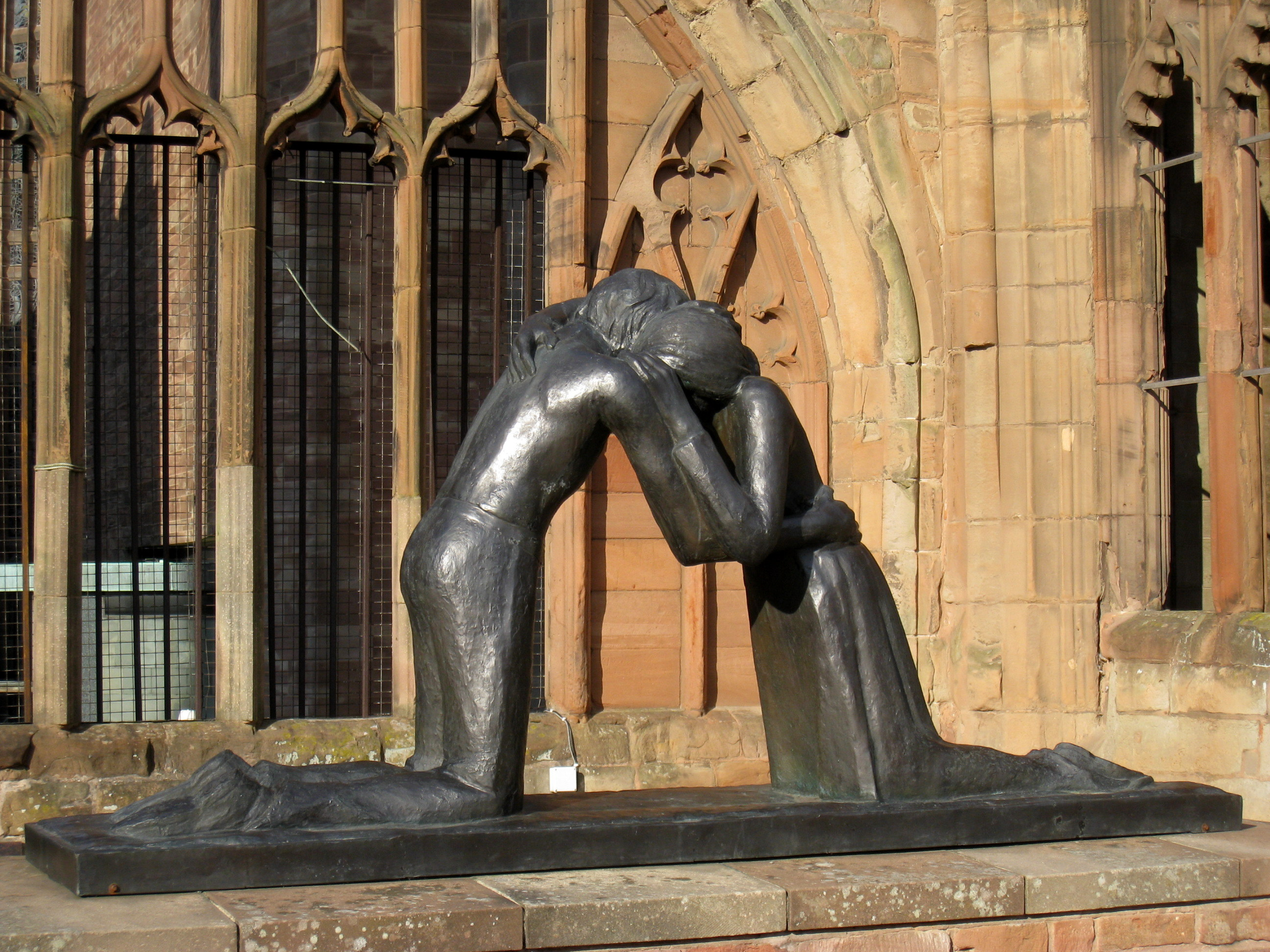
旧堂内的雕塑《和解》
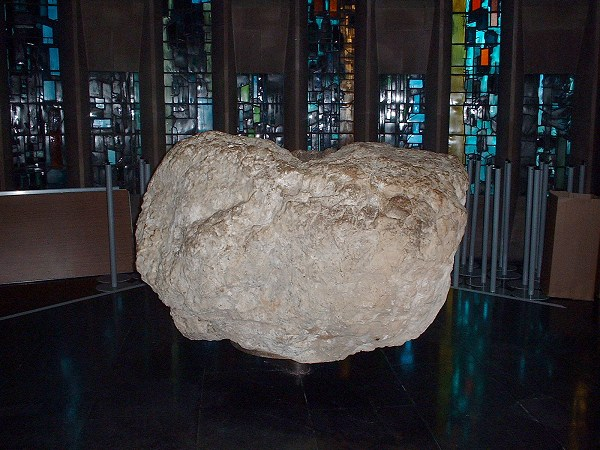
来自伯利恒的巨石
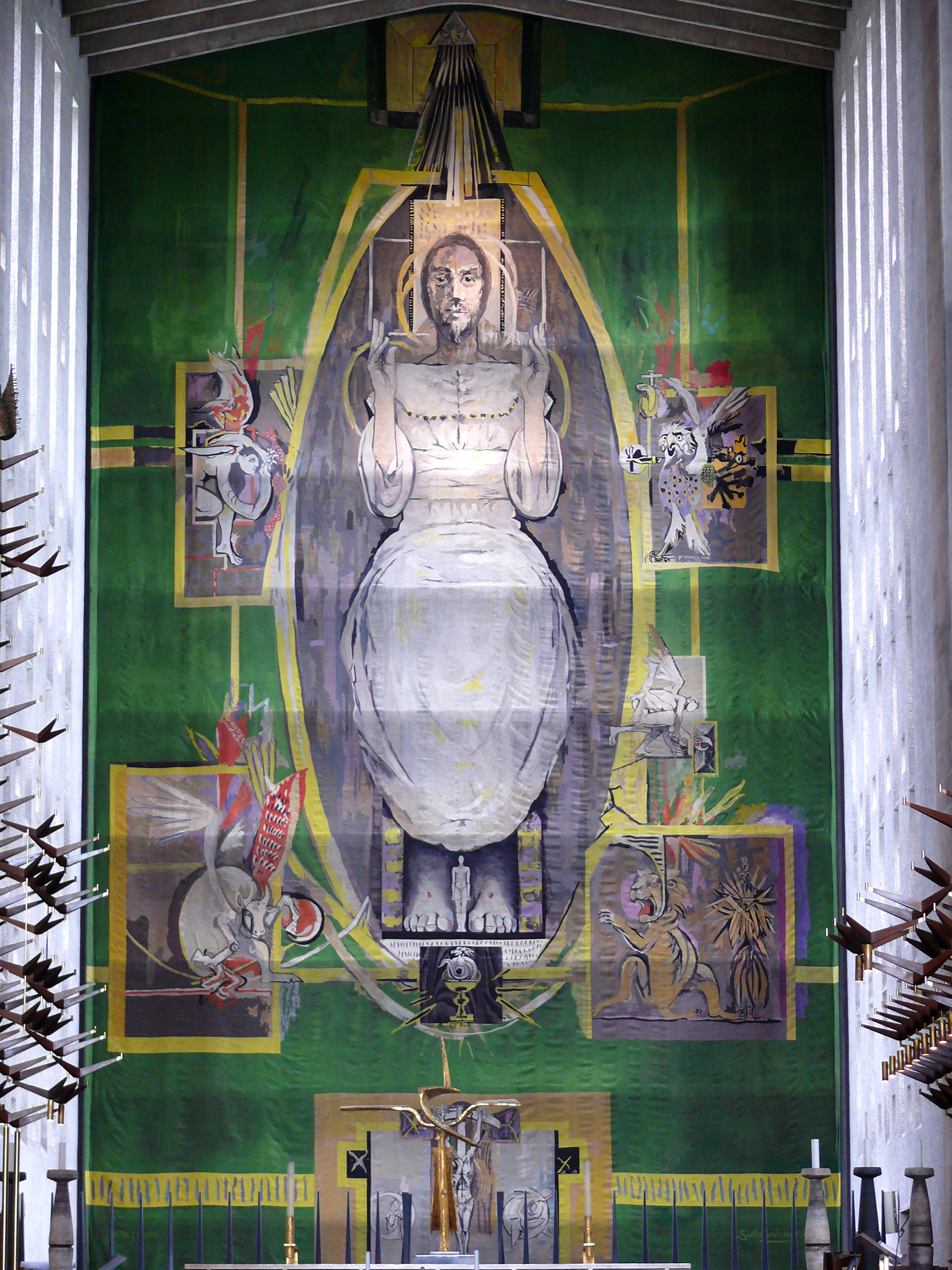
格雷厄姆萨瑟兰挂毯
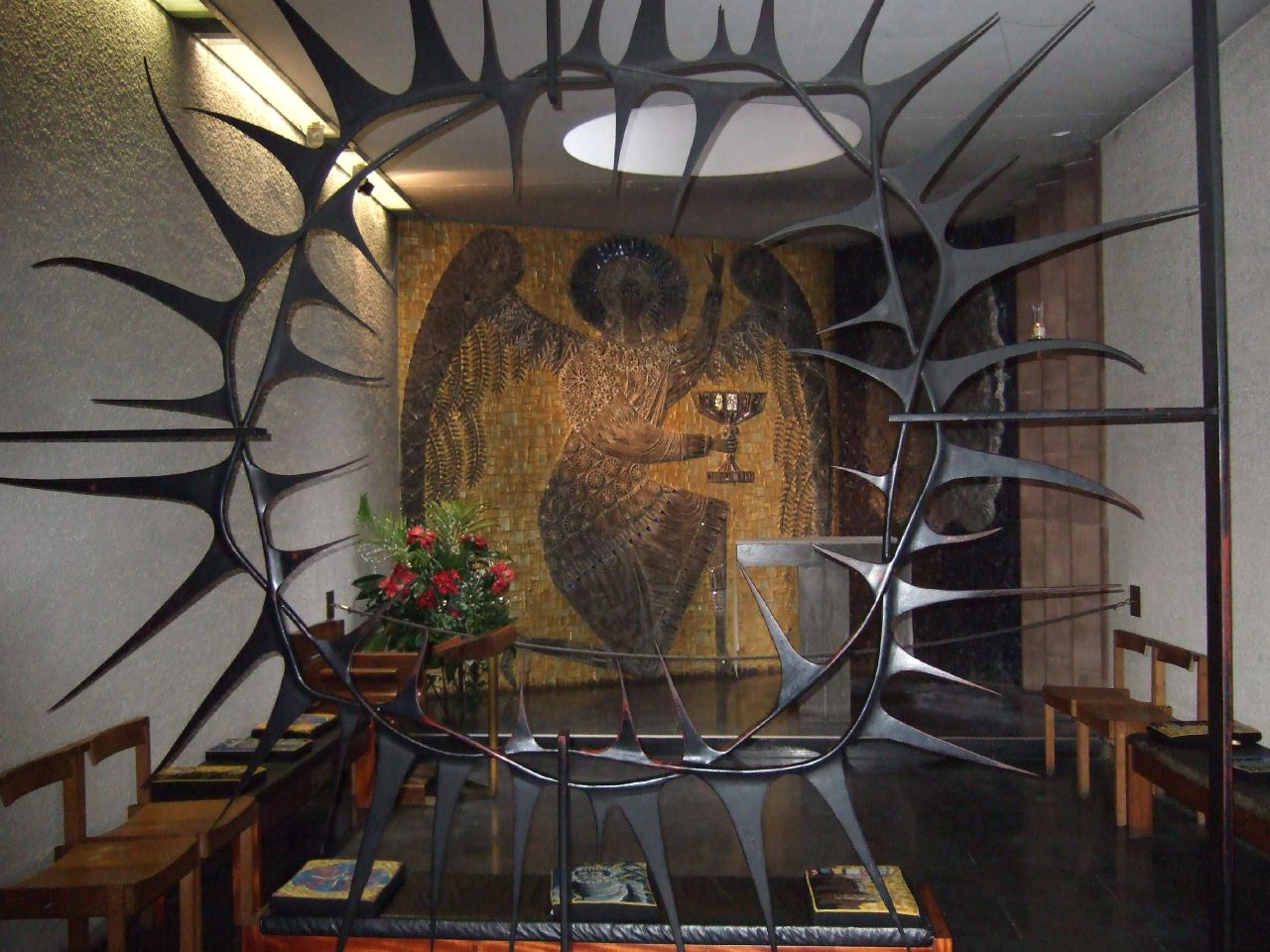
基督在客西马尼园小堂